# Castanheira de Pera
Castanheira de Pera é uma vila portuguesa pertencente à região das Beiras (Coimbra), e ao distrito Leiria.  integrando atualmente a Comunidade Intermunicipal da Região de Leiria no Centro de Portugal, com 2 657 habitantes
É sede do pequeno município homónimo com 66,78 km² de área e 2 710 habitantes (2023). O município é limitado a nordeste pelo município de Góis, a sueste por Pedrógão Grande, a oeste por Figueiró dos Vinhos e a noroeste pela Lousã. O município foi criado em 1914, pertencendo anteriormente a Pedrógão Grande. Dista cerca de 74 km via da cidade de Leiria, capital de distrito, a 57 km da cidade de Coimbra, a sua capital de região, e a 104km da cidade de Castelo Branco 

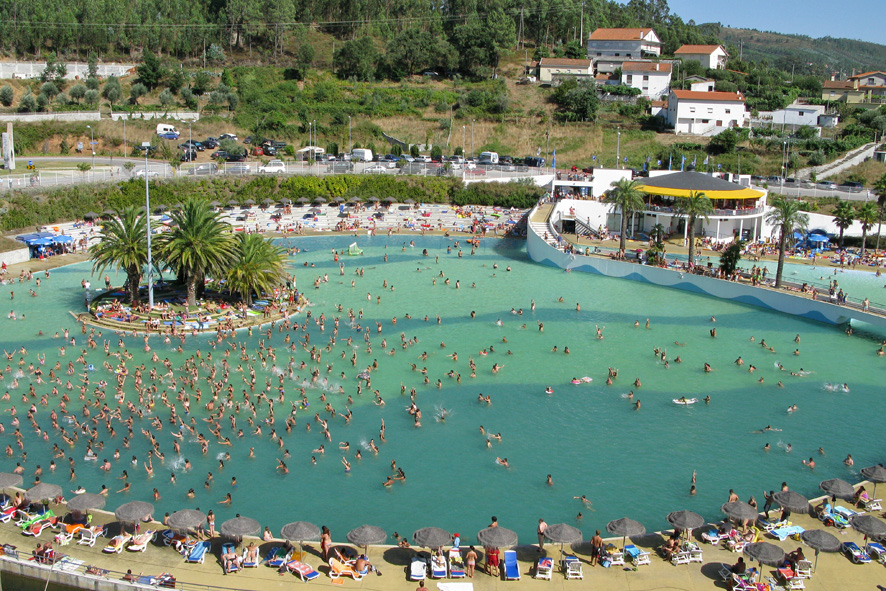
Praia das Rocas
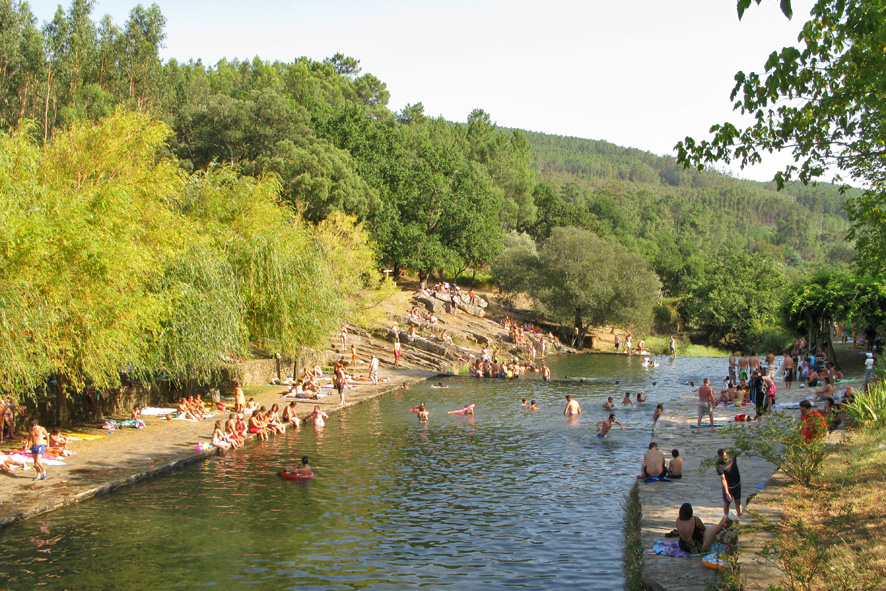
Praia Fluvial Poço da Corga
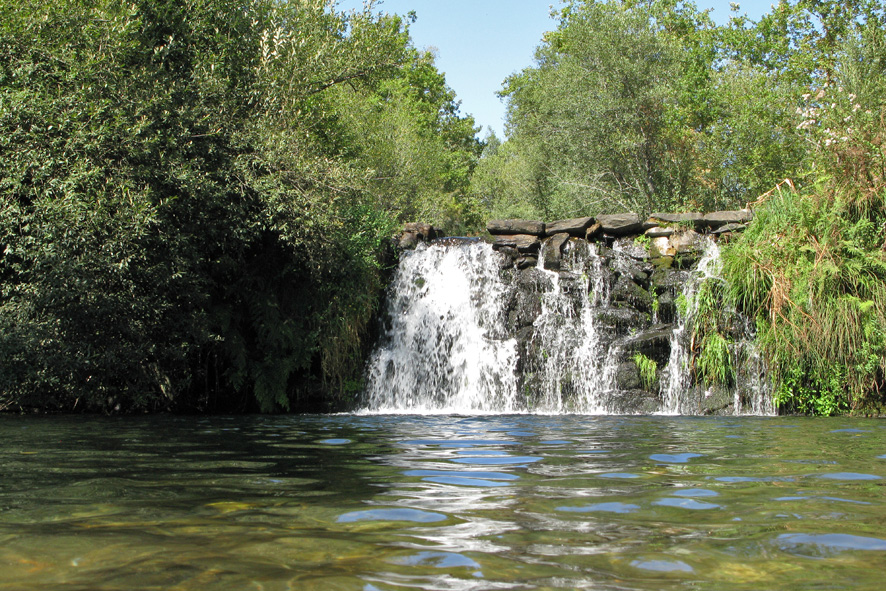
Cascata José Veras
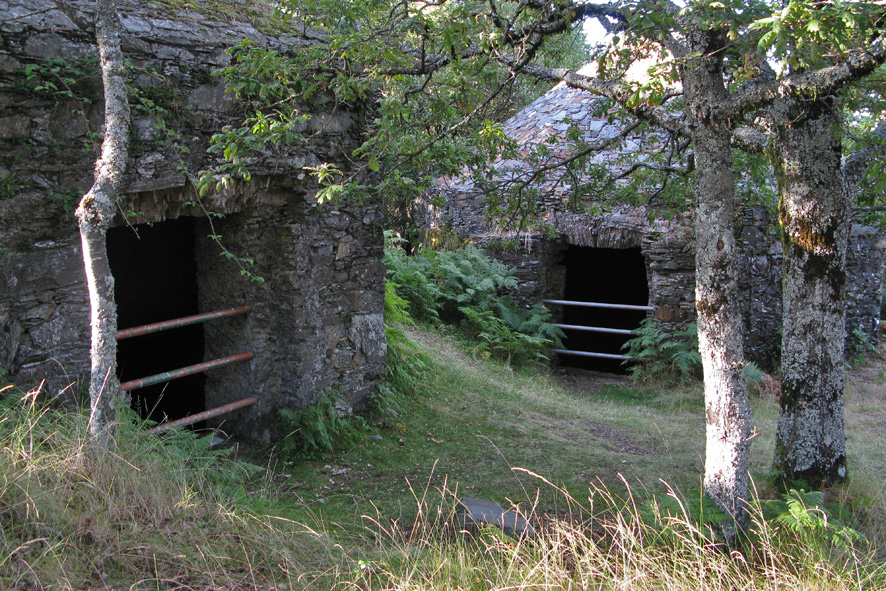
Poços de St. António da Neve

## População
| Número de habitantes | Número de habitantes | Número de habitantes | Número de habitantes | Número de habitantes | Número de habitantes | Número de habitantes | Número de habitantes | Número de habitantes | Número de habitantes | Número de habitantes | Número de habitantes | Número de habitantes | Número de habitantes | Número de habitantes | Número de habitantes |
| -------------------- | -------------------- | -------------------- | -------------------- | -------------------- | -------------------- | -------------------- | -------------------- | -------------------- | -------------------- | -------------------- | -------------------- | -------------------- | -------------------- | -------------------- | -------------------- |
| 1864                 | 1878                 | 1890                 | 1900                 | 1911                 | 1920                 | 1930                 | 1940                 | 1950                 | 1960                 | 1970                 | 1981                 | 1991                 | 2001                 | 2011                 | 2021                 |
| 3 972                | 4 999                | 5 959                | 6 213                | 6 523                | 5 839                | 6 116                | 6 411                | 6 330                | 5 739                | 4 825                | 5 137                | 4 442                | 3 733                | 3 191                | 2 657                |

(Obs.: Número de habitantes "residentes", ou seja, que tinham a residência oficial neste município à data em que os censos  se realizaram.)
|                | 1920  | 1930  | 1940  | 1950  | 1960  | 1970  | 1981  | 1991  | 2001  | 2011  | 2021  |
| 0-14 Anos      | 1 889 | 1 778 | 1 889 | 1 707 | 1 530 | 1 085 | 1 115 | 755   | 487   | 338   | 203   |
| 15-24 Anos     | 820   | 1 153 | 953   | 1 056 | 864   | 630   | 690   | 587   | 433   | 293   | 226   |
| 25-64 Anos     | 2 235 | 2 589 | 2 737 | 2 773 | 2 679 | 2 430 | 2 420 | 2 175 | 1 865 | 1 560 | 1 215 |
| = ou > 65 Anos | 321   | 430   | 580   | 651   | 666   | 515   | 912   | 925   | 948   | 1 000 | 1 013 |
| > Id. desconh  | 0     | 21    | 25    |       |       |       |       |       |       |       |       |

(Obs: município criado pela lei nº 203, de 17/06/1914, por desanexação de lugares do município de Pedrógão Grande
De 1900 a 1950 os dados referem-se à população "de facto", ou seja, que estava presente no município à data em que os censos se realizaram. Daí que se registem algumas diferenças relativamente à designada população residente)

## Freguesias
Castanheira de Pera é um dos seis municípios de Portugal que possuem apenas uma freguesia, a qual corresponde à totalidade do território do município, a União das Freguesias de Castanheira de Pera e Coentral.

### Aldeias
As aldeias de Castanheira de Pera são as seguintes:
- Pertencentes à anterior freguesia de Castanheira de Pera 
  - Além da Ribeira
  - Ameal
  - Balsa
  - Banda d'Além
  - Bolo
  - Botelhas
  - Carregal Fundeiro
  - Carregal Cimeiro
  - Casal
  - Ervideira
  - Feteira
  - Fontes
  - Gestosa Cimeira
  - Gestosa Fundeira
  - Moita
  - Moredos
  - Palheira
  - Pera
  - Pisões
  - Rapos
  - Retorta
  - Sapateira
  - Sarnadas
  - Sarzedas de São Pedro
  - Sarzedas do Vasco
  - Soeiro
  - Souto Fundeiro
  - Torgal
  - Torno
  - Troviscal
  - Várzea
  - Vilar
  - Vacalouras
  - Vale do Moinho
  - Vale Feitoso
  - Valinha Fontinha
  - Vermelho
- Pertencentes à anterior freguesia de Coentral 
  - Camelo
  - Carriçal
  - Coentral Grande (formado por 2 lugares com génese autónoma: o Coentral da Cruz e o Coentral Grande)
  - Coentral Pequeno (formado por 2 lugares com génese autónoma: o Coentral do Fojo e o Coentral das Barreiras)

### Toponímia
A grafia do topónimo "Castanheira de Pera" baseia-se na origem do nome desta localidade, que deriva de peralta baseada na Lenda da Princesa Peralta publicada no livro Miscellânea de Miguel Leitão de Andrada cuja primeira edição é de 1629 e não de pêra (fruto da pereira). Aliás, até meados do século XIX, o nome da localidade era Castanheira de Pedrógão. A grafia "Castanheira de Pêra está portanto errada, embora seja muito frequente (incluindo no brasão representado neste verbete). Esta questão, muitas vezes polémica, é resolvida com o AO 1990, já que a palavra pera perde definitivamente o acento circunflexo.

## Personalidades ilustres
- Visconde de Castanheira de Pera
- Ulisses Cortês, Ministro das Finanças Português
- Fernando Bissaya Barreto, criador da fundação com o seu nome, de apoio a crianças desprotegidas e fundador do Portugal dos Pequenitos, em Coimbra.
- Manuel Louzã Henriques (1933 - 2019) - Artista, escritor e médico psiquiatra, opositor do Estado Novo
- Rui Bebiano, Historiador, diretor do Centro de Documentação 25 de Abril da Universidade de Coimbra

## Património
- Poços de Neve e Capela de Santo António da Neve
- Capela Velha do Sec. XVII  em Pera
- Igreja Matriz cujo padroeiro é São Domingos

## Cultura
- Casa do Tempo
- Lagar do Corga
- A Casa do Neveiro

## Política

### Eleições autárquicas[7]
| Data | %     | V     | %       | V       | %            | V            | %              | V    | %              | V       | %              | V      | %              | V      | %              | V   | %       | V       | Participação |                |
| Data | PS    | PS    | PPD/PSD | PPD/PSD | FEPU/APU/CDU | FEPU/APU/CDU | UEDS           | UEDS | PRD            | PRD     | IND            | IND    | CDS-PP         | CDS-PP | MPT            | MPT | PSD-CDS | PSD-CDS | Participação |                |
| ---- | ----- | ----- | ------- | ------- | ------------ | ------------ | -------------- | ---- | -------------- | ------- | -------------- | ------ | -------------- | ------ | -------------- | --- | ------- | ------- | ------------ | -------------- |
| Data | 1976  | 58,19 | 4       | 28,24   | 1            | 7,50         | -              |      |                |         |                |        |                |        |                |     |         |         |              | 66,41 / 100,00 |
| 1979 | 55,02 | 3     | 31,09   | 2       | 2,59         | -            | 7,90           | -    | 76,72 / 100,00 |         |                |        |                |        |                |     |         |         |              |                |
| 1982 | 64,26 | 4     | 29,09   | 1       | 2,49         | -            |                |      | 71,33 / 100,00 |         |                |        |                |        |                |     |         |         |              |                |
| 1985 | 67,49 | 4     | 18,18   | 1       | 1,07         | -            | 10,56          | -    | 73,31 / 100,00 |         |                |        |                |        |                |     |         |         |              |                |
| 1989 | 47,50 | 2     | 47,53   | 3       | 0,98         | -            |                |      | 73,11 / 100,00 |         |                |        |                |        |                |     |         |         |              |                |
| 1993 | 57,01 | 3     | 39,06   | 2       | 0,91         | -            | 77,39 / 100,00 |      |                |         |                |        |                |        |                |     |         |         |              |                |
| 1997 | 73,95 | 4     | 19,96   | 1       | 1,30         | -            | 67,16 / 100,00 |      |                |         |                |        |                |        |                |     |         |         |              |                |
| 2001 | 60,79 | 3     | 32,86   | 2       | 2,13         | -            | 67,83 / 100,00 |      |                |         |                |        |                |        |                |     |         |         |              |                |
| 2005 | 55,73 | 3     | 40,26   | 2       | 0,98         | -            | 75,07 / 100,00 |      |                |         |                |        |                |        |                |     |         |         |              |                |
| 2009 | 49,12 | 3     | 43,81   | 2       | 2,36         | -            | 66,44 / 100,00 |      |                |         |                |        |                |        |                |     |         |         |              |                |
| 2013 | 43,53 | 2     | 30,50   | 2       | 1,64         | -            | 14,96          | 1    | 3,37           | -       | 70,93 / 100,00 |        |                |        |                |     |         |         |              |                |
| 2017 | 43,84 | 2     | 47,54   | 3       | 1,17         | -            |                |      | 4,57           | -       | CDS-PP         | CDS-PP | 72,36 / 100,00 |        |                |     |         |         |              |                |
| 2021 | 40,02 | 2     | CDS-PP  | CDS-PP  | 0,86         | -            | 18,30          | 1    | PPD/PSD        | PPD/PSD |                |        | 37,35          | 2      | 73,44 / 100,00 |     |         |         |              |                |

### Eleições legislativas
| Data | %     | %     | %    | %    | %     | %     | %        | %     | %    | %    | %     | %   | %       | % | %  | %  |
| Data | PS    | PSD   | CDS  | PCP  | UDP   | AD    | APU/ CDU | FRS   | PRD  | PSN  | B.E.  | PAN | PSD CDS | L | IL | CH |
| ---- | ----- | ----- | ---- | ---- | ----- | ----- | -------- | ----- | ---- | ---- | ----- | --- | ------- | - | -- | -- |
| 1976 | 53,89 | 30,71 | 3,83 | 2,65 | 0,98  |       |          |       |      |      |       |     |         |   |    |    |
| 1979 | 45,84 | AD    | AD   | APU  | 1,29  | 31,39 | 8,35     |       |      |      |       |     |         |   |    |    |
| 1980 | FRS   | AD    | AD   | APU  | 1,21  | 36,34 | 5,55     | 47,10 |      |      |       |     |         |   |    |    |
| 1983 | 58,10 | 25,01 | 3,12 | APU  | 0,64  |       | 7,14     |       |      |      |       |     |         |   |    |    |
| 1985 | 34,81 | 23,96 | 2,91 | APU  | 0,84  | 4,54  | 26,13    |       |      |      |       |     |         |   |    |    |
| 1987 | 46,72 | 36,98 | 1,65 | CDU  | 0,64  | 2,26  | 5,73     |       |      |      |       |     |         |   |    |    |
| 1991 | 43,36 | 44,75 | 1,74 | CDU  |       | 2,37  | 0,56     | 1,88  |      |      |       |     |         |   |    |    |
| 1995 | 59,70 | 30,87 | 3,72 | CDU  | 0,54  | 1,64  |          |       |      |      |       |     |         |   |    |    |
| 1999 | 57,41 | 30,58 | 3,81 | CDU  |       | 2,45  | 0,21     | 0,78  |      |      |       |     |         |   |    |    |
| 2002 | 53,07 | 36,07 | 4,49 | CDU  | 1,60  |       | 1,15     |       |      |      |       |     |         |   |    |    |
| 2005 | 60,26 | 28,95 | 2,40 | CDU  | 1,86  | 2,17  |          |       |      |      |       |     |         |   |    |    |
| 2009 | 47,50 | 27,78 | 5,64 | CDU  | 3,85  | 8,38  |          |       |      |      |       |     |         |   |    |    |
| 2011 | 40,41 | 37,95 | 8,55 | CDU  | 2,79  | 2,91  | 0,84     |       |      |      |       |     |         |   |    |    |
| 2015 | 45,79 | CDS   | PSD  | CDU  | 3,85  | 7,16  | 0,54     | 34,48 | 0,60 |      |       |     |         |   |    |    |
| 2019 | 49,59 | 24,36 | 4,80 | CDU  | 2,71  | 8,46  | 1,62     |       | 0,20 | 0,54 | 0,41  |     |         |   |    |    |
| 2022 | 55,73 | 26,60 | 1,36 | CDU  | 1,42  | 3,11  | 0,84     | 0,32  | 3,30 | 3,69 |       |     |         |   |    |    |
| 2024 | 45,73 | AD    | AD   | CDU  | 26,95 | 1,63  | 2,51     | 1,01  | 1,44 | 1,13 | 14,01 |     |         |   |    |    |

## Geminações
A vila de Castanheira de Pera está geminada com a cidade de  Leimen, Baden-Württemberg, Alemanha .